# Liste des maires de Montceau-les-Mines
Cet article dresse une liste par ordre de mandat des maires de Montceau-les-Mines.

## Liste des maires

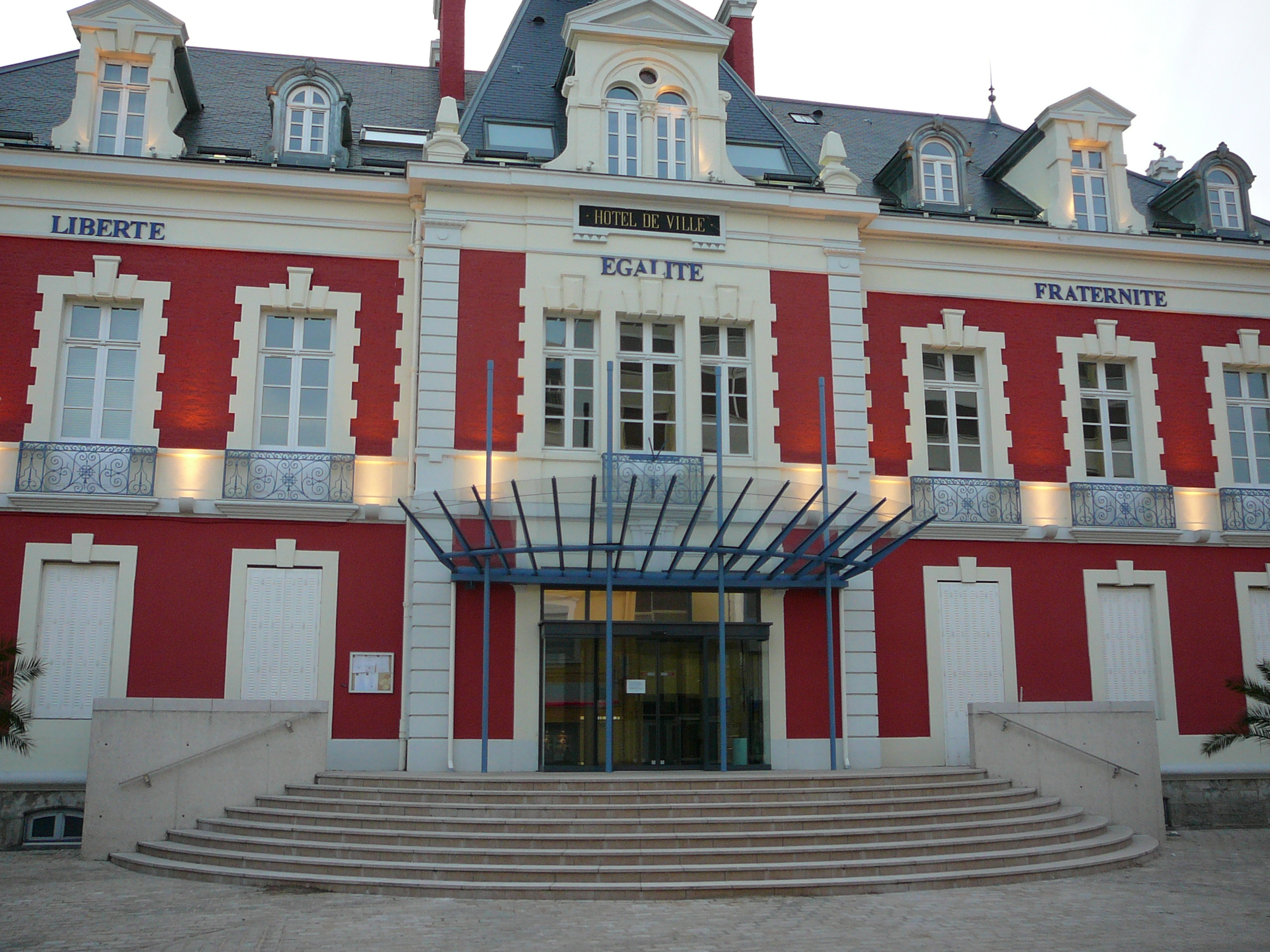
L'hôtel de ville de Montceau-les-Mines.

### Entre 1856 et 1944
| Période                                  | Période | Identité                                 | Étiquette  | Qualité                |
| ---------------------------------------- | ------- | ---------------------------------------- | ---------- | ---------------------- |
| Les données manquantes sont à compléter. |         |                                          |            |                        |
| 1856                                     | 1870    | Léonce Chagot                            |            | Conseiller général     |
| 1870                                     | 1871    | Émile Rajaud                             |            |                        |
| 1871                                     | 1878    | Léonce Chagot                            |            | Conseiller général     |
| 1878                                     | 1884    | Antoine-Octave Jeannin                   |            | Docteur                |
| 1884                                     | 1888    | Georges Bertrand                         |            |                        |
| 1888                                     | 1900    | Alfred de Boisset                        |            |                        |
| 1900                                     | 1927    | Jean Bouveri                             | Socialiste | Mineur Député Sénateur |
| 1927                                     | 1934    | Jean Didier                              | SFIO       |                        |
| 1934                                     | 1936    | Claude Martin                            | Droite     |                        |
| 1936                                     | 1936    | Jean Drillien                            |            |                        |
| 1936                                     | 1936    | Antoine Longueville                      |            |                        |
| 1936                                     | 1936    | P. Bonnot M. Maringue M. Vachey          |            | Délégation spéciale    |
| 1936                                     | 1944    | Jean-Marie Bailleau                      | SFIO       |                        |
| 1944                                     | 1944    | M. Racois M. Daurat M. Deligny M. Vachey |            | Délégation spéciale    |

### Depuis 1944
| Période      | Période                   | Identité             | Étiquette                 | Qualité |
| ------------ | ------------------------- | -------------------- | ------------------------- | --- |
| 1944         | 1965                      | Pierre Mazuez        | SFIO                      | Médecin Député |
| 1965         | décembre 1987 (démission) | André Jarrot         | UNR puis UDR puis RPR     | Conseiller général Maire de Lux Président de la communauté urbaine Creusot-Montceau Député Sénateur Député européen Ministre                            |
| 1987         | 1995                      | Michel Thomas        | RPR                       | Docteur Conseiller général |
| 1995         | 2014                      | Didier Mathus        | PS                        | Conseiller régional de Bourgogne Président de la communauté urbaine Creusot-Montceau Député                                                             |
| 5 avril 2014 | en cours                  | Marie-Claude Jarrot, | UMP → LR puis SL puis HOR | Conseillère municipale Conseillère régionale de Bourgogne Conseillère régionale de Bourgogne-Franche-Comté, Suppléante du député LREM Louis Margueritte |